# Закон про форму правління Швеції 1772 року

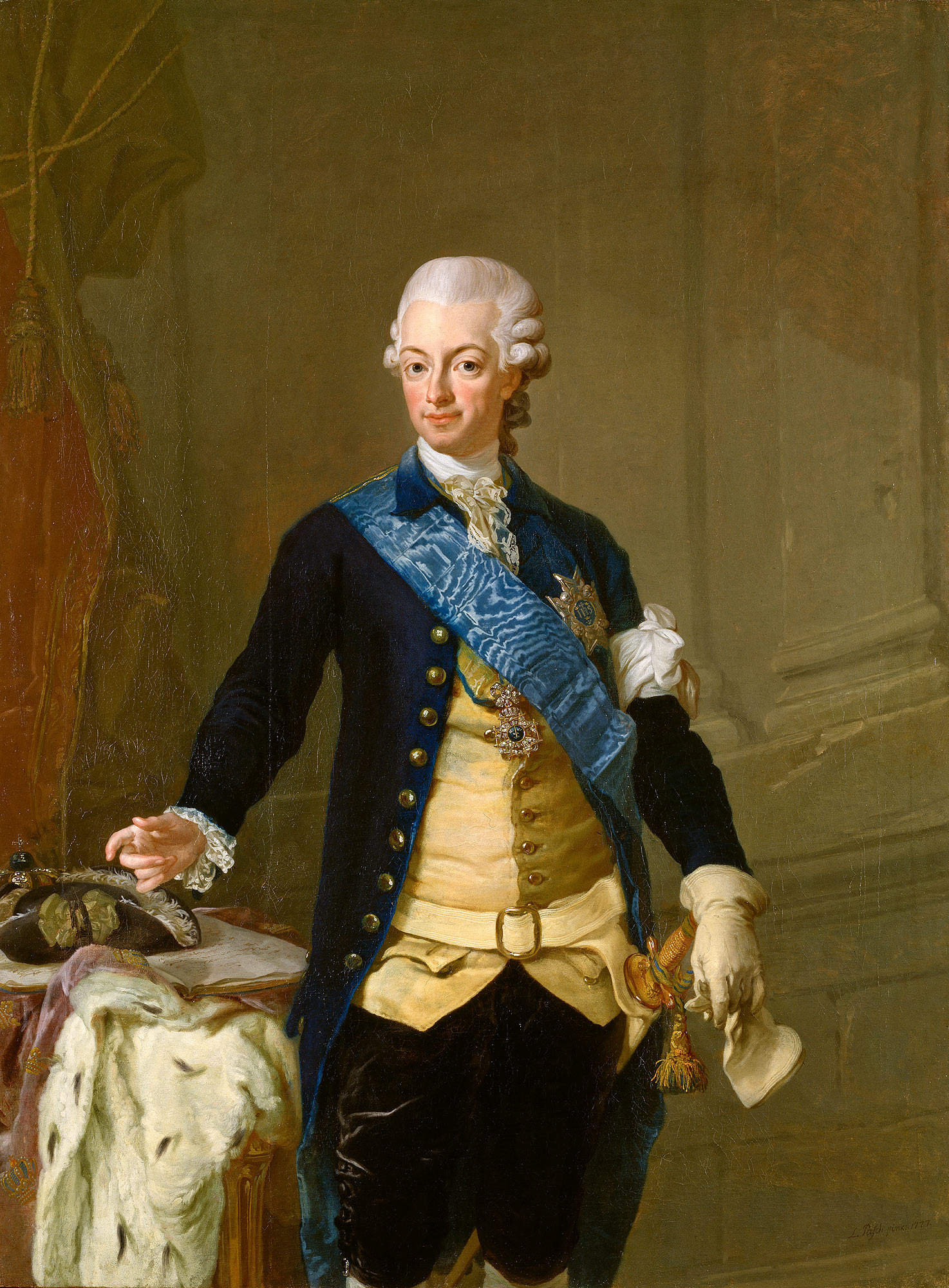
Густав III

Закон про форми правління Швеції 1772 року (швед. regeringsform) передбачав самодержавство (фактично, в реаліях шведської політики, дуалістичну монархію). Закон був запропонований королем Густавом III і стани одноголосно схвалили 21 вересня 1772 року. За законом влада від станів переходила до короля і епоха парламентаризму, що тривала півстоліття, закінчилася. Прийняття цього закону було наслідком безкровного державного перевороту, зробленого королем 19 серпня 1772 року. Закон про союз і захист, ухвалений у 1789, остаточно підтвердив абсолютну владу короля. Закон про форму правління проіснував до введення конституції 1809 року, яка покінчила зі шведським абсолютизмом. Це призвело 3 березня 1809 року до державного перевороту.
Закон про форми правління був дещо дивною сумішшю різних впливів. Частково він ґрунтувався на попередніх шведських політичних традиціях, нагадуючи перш за все про правління шанованого короля Густава II Адольфа; наприклад, він відновив посади лорда верховного канцлера та лорда верховного стюарда, які колись належали до числа великих відомств Королівства, але вийшли з ужитку в попередньому столітті.
З іншого боку, значні частини закону також були натхненні недавніми ідеями Просвітництва, зокрема поняттям Монтеск’є про поділ влади. Ця концепція також буде одним із головних принципів конституції США, складеної чотирма роками пізніше, і справді Густав був відвертим шанувальником Сполучених Штатів, що зароджувалися.
Однак, хоча Густав, можливо, захоплювався республіканськими концепціями, такими як поділ влади в теорії, на практиці він мав тенденцію правити як освічений деспот, схожий на таких сучасників, як Йосип II Австрійський та Фрідріх Великий Прусський, а не як конституційний монарх. Фразеологія закону була досить розпливчастою, частково через те, що він був написаний поспішно після перевороту, і хоча він посилався на такі ідеї, як поділ влади, він забезпечувал мало практичних обмежень влади короля. Більше того, у 1789 Ґустав усунув багато з небагатьох обмежень, які дійсно існували для його влади, змусивши Риксдаг прийняти Закон про союз і безпеку, який переглянув закон в більш відверто авторитарному напрямку.
Закон, однак, зберігся у Фінляндії, яка в тому ж році стала Великим Князівством. Імператор Олександр I урочисто заявив на Боргоському сеймі: «Я обіцяв зберегти вашу конституцію, ваші корінні закони; ваше зібрання тут засвідчує виконання моїх обіцянок». На другий день члени сейму принесли присягу в тому, що «визнають своїм государем Олександра I Імператора і Самодержця Всеросійського, Великого Князя Фінляндського, і будуть зберігати корінні закони і конституції краю в тому вигляді, як вони в даний час існують». Як Закон про форму правління, так і Закон про союз та захист, залишалися в силі весь час існування Великого Князівства Фінляндського, оскільки вони підтверджували форму правління Імператора всеросійського — самодержавство. Ні один послідовник Олександра I не взявся відкрито скасувати його обіцянку, але в епоху русифікації при Миколі II були спроби зробити це підзаконними актами — маніфестами і законами, мали протиріччя конституції.
20 березня Тимчасовий уряд Росії видав маніфест, повертає Фінляндії всі права часів автономії і скасовує всі обмеження періоду русифікації. Після зречення імператора від престолу і в умовах відсутності претендентів створилася ситуація, яка дозволила, відповідно до параграфу 38 конституції, парламенту обрати верховну владу в країні.
15 листопада 1917 року Парламент Фінляндії, згідно з параграфом 38 Форми Правління, проголосив себе володарем вищої державної влади і призначив уряд — Сенат. Парламент поставив перед собою завдання змінити положення конституції і форму правління.
4 грудня уряд представив парламенту проект Конституції Фінляндії. Керівний принцип проекту полягав у тому, що Фінляндія буде суверенною республікою. Парламент схвалив проект 6 грудня 1917 року, цей день вважається днем проголошення незалежності Фінляндії.
Незабаром почалася громадянська війна, яка, змінила як ставлення депутатів до республіканського ладу, так і кількість самих депутатів, що приєдналися до повстанців, вкрай ліві не були представлені в Едускунті. У парламенті, скликаному в травні 1918 року, із 92 депутатів-соціал-демократів 40 переховувалися в Росії, а близько 50 були арештовані. На перше засідання прибули 97 правих депутатів і один соціал-демократ Матті Паасівуорі. Монархічні ідеї серед депутатів були особливо популярні. 18 серпня 1918 року парламент Фінляндії просив Сенат (44 голосами з 58) вжити необхідних заходів до здійснення переходу Фінляндії в королівство. Ці заходи були прийняті: 9 жовтня того ж року парламент проголосив Фінляндію королівством. Новий король — зять німецького імператора Вільгельма II принц гессенський Фрідріх Карл (Фредрік Каарле у фінській транскрипції) — так і не прибув у країну, його обов'язки виконував регент — голова Сенату (уряду) Фінляндії Пер Евінд Свінхувуд. Після поразки Німеччини у війні король зрікся від корони, це сталося 12 грудня 1918 року. У той же день парламент схвалив відставку Свінгувуда і обрав новим регентом генерала Маннергейма. Законодавчо зміна форми правління відбулося 17 липня 1919 року після виборів нового складу парламенту в березні 1919 року. Був прийнятий новий закон про форму правління, а Закон про союз та захист підтверджений — він давав певні гарантії буржуазії і селянству. Процес — республіка — монархія завершилася. За цей час уряд подав до парламенту два проекти змін за республіку і два за монархію.
Деякі положення Закону про союз та захист проіснували в Фінляндії до 1995 року. Частина змін в законодавстві протрималося до 2000 року, коли формою правління стала парламентська республіка.